# عصبون الشبكية
عصبونات الشبكية  (بالإنجليزية: retinal ganglion cells)‏

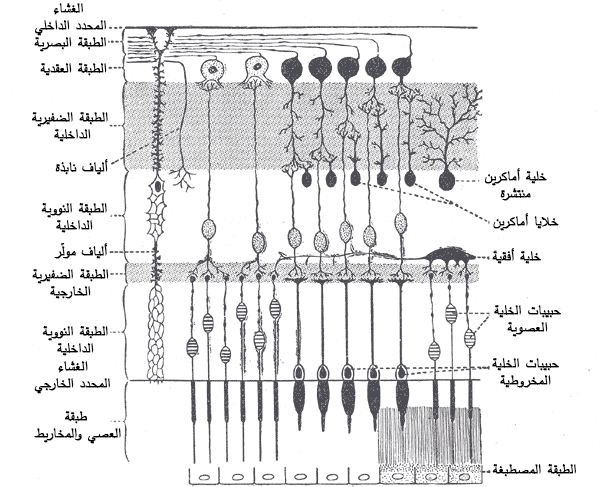
مقطع في طبقات شبكية العين: الطبقة العليا هي "طبقة العصبونات الشبكيةGanglionic layer ، وهي الطبقة الداخلية من الشبكية التي يسقط عليها الضوء أولا. وفي الأسفل توجد طبقة الخلايا النبوتية والمخروطية الحساسة للضوء ، وفيها يتم استقبال الضوء حيث توجد بها مستقبلات الضوء.

هي خلايا من نوع عصبون توجد في الطبقة الداخلية من الشبكية في عين الإنسان. تستقبل إشارات الرؤية الآتية من مستقبلات الضوء الموجودة في الخلايا المخروطية والخلايا العصوية عن طرق نوعين من العصبونات الوسيطة: خلايا ثنائية الأقطاب في الشبكية العرضية وخلايا أماكرين في طبقة وسطية في الشبكية. تعمل خلايا الأماكرين على تصغير محيط الرؤية، وذلك عن طريق إجبار خلايا العصبونات الشبكية (الجانجليونات) على التركيز على رؤية نقطة تتحرك.
وتصدر العصبونات الشبكية  في مجموعها بيانات رؤية الصورة وبيانات أخرى من الشبكية في هيئة جهد كهربائي إلى عدة مناطق في المخ لتكوين الصورة المرئية.
تكمن أهمية عصبونات الشبكية في حجمها، واتصالاتها، واستجابتها للإثارة الضوئية؛ ولكنهم جميعا لهم محاور عصبية طويلة، تمتد حتى الدماغ. تلك المحاور العصبية تكون العصبين البصريين للعينين. تنتقل الإشارات في العصبين البصريين إلى الدماغ وتتقاطع أسفل هيبوثالاموس في تقاطع يسمى «تقاطع بصري» optic chiasm، ثم يستمران في طريقهما عبر قناتين بصريتين optic tract ليصلا إلى جزء الدماغ الذي يعاملهما وينتج منهما أخيرا الصورة المرئية.

## وظيفتها

أنواع الخلايا في شبكية العين : –
R: خلايا عصوية, C: خلايا مخروطية,
H: خلايا أفقية, Bi: خلية ثنائية الأقطاب,
A: خلية أماكرين, G: خلية من عصبونات الشبكية,
GC: طبقة عصبونات الشبكية.
(الضوء يسقط عليها من أسفل.)

يوجد في عين الإنسان الواحدة بين 2و1 - 5و1 مليون من عصبونات الشبكية.
ومتصل بها نحو 125 خلية من مستقبلات الضوء. لكل شبكية. في المتوسط يحصل عصبون الشبكية على معلومات (إشارات) من نحو 100 من الخلايا العصوية والمخروطية. ولكن تلك الأعداد تختلف بحسب الموقع على الشبكية وتختلف أعدادها أيضا من شخص إلى شخص. في النقرة وهي مركز بقعة الشبكية المسؤولة عن الرؤية الحادة، يكون كل عصبون شبكية متصلا بعدد أقل من 5 من الخلايا المخروطية والعصوية. أما على جوانب الشبكية فيتلقى كل عصبون إشارات من عدة آلاف من مستقبلات الضوء (الخلايا النبوتية والمخروطية). ولهذا تكون الصورة في تلك المناطق من الشبكية غير واضحة.
تقوم عصبونات الشبكية ذاتيا بإصدار إشارات جهد الفعل بمعدل قليل أثناء الراحة. بذلك فهي تتحكم في الدورة اليومية للجسم عبر 24 ساعة بين ليل ونهار؛ بالإضافة إلى أنها عند الرؤية والإثارة يزداد إصدارها لإشارات جهد الفعل.

## حقول مستقبلة للضوء
منطقة الشبكية التي تؤثر على أحد العصبونات الشبكة تعتبر حقل الاستقبال الخاص بها. وكل حقل لاستقبال الضوء يشمل عددا معينا من خلايا استقبال الضوء - من الخلايا العصوية والخلايا المخروطية - ومن عدد من الخلايا ثنائية الأقطاب تؤثر على عصبون شبكية واحد. والخلايا الأفقية وخلايا الأماكرين تقوم بنقل الإشارات أيضا وتتعامل مع العصبونات الشبكية.
وغالبا ما يقسم حقل مستقبل للضوء إلى مركز معين وما حوله. تلك المنطقتان يؤثر كل منهما على عصبون الشبكية بطريقة مخالفة.
فإذا كان المركز نشطا ومحيطة هادئا فيقال عن ذلك «عصبون شبكية مركزي مفتوح» ON-center-Ganglion cell, وفي الحالة المعكوسة يقال «عصبون شبكية مركزي مغلق» OFF-center-Ganglion cell. بهذه الطريقة في التواصل يمكن للعين الرؤية الحادة. فمثلا يكون معدل تردد جهد الفعل لعصبون مركزي مفتوح عالي، عندما تكون الخلية المستقبلة المتصلة بها مثارة بشدة ومحيطها منخفض الإثارة.
ويختلف مدي اتساع حقل استقبال الضوء بحسب نوع عصبون الشبكية - حيث يوجد منها ثلاثة أنواع - وكذلك على موقعه على الشبكية. فإذا كان حقل الاستقبال داخل بقعة الشبكية فتكون حقول الاستقبال فيها صغيرة وتشمل عددا قليلا من الخلايا المخروطية. وأما بالنسبة إلى النقرة المركزية -الموجودة في وسط البقعة الشبكية والمسؤولة عن الرؤية الحادة - فهي تعتبر «وسط» التوزيع البصري للشبكية ويحدث فيها تجمع الأشعة القادمة من عدسة العين. وأما في المناطق خارج البقعة الشبكية فتحوي الحقول المستقبلة على أعداد كبيرة من الخلايا المستقبلة للضوء، ويزداد اتساعها وبالتالي يقل وضوح الصورة في تلك المناطق الجانبية للشبكية.

## أنواع عصبونات الشبكية
توجد ثلاثة مجموعات لعصبونات الشبكية:
- W-ganglion cells: صغيرة، توجد بنسبة 40% في شبكية العين، تتم إثارتها عن طريق الخلايا النبوتية؛ تتابع اتجاه الأشياء المرئية.
- X-ganglion cells: متوسطة الحجم، توجد بنسبة 55% في حقل صغير، مسؤولة عن الرؤية الملونة، مستمرة الاستجابة.
- Y- ganglion cells : اكبرها حجما، نسبة توزيعها على الشبكية 5% ، ذات حقول واسعة، تستجيب لحرة سريعة للعين أو تغير سريع في شدة الضوء. استجابتها متوسطة السرعة.

## مسارات الإشارات
.

العصب البصري ، والتقاطع البصري ، وإحدى القناتين البصريتين

تتصل عصبونات الشبكية عن طريق محاور عصبية طويلة، تمتد حتى المخ للمعالجة الضوئية وإنتاج الصورة. تلك المحاور العصبية تكون العصبين البصريين للعينين. تنتقل الإشارات في العصبين البصريين إلى الدماغ وتتقاطع أسفل الوطاء في تقاطع يسمى «تقاطع بصري» optic chiasm، ثم تستمر الإشارتان في طريقهما عبر قناتين بصريتين optic tract ، حتى تصلان إلى جزء المخ الذي يعاملهما وينتج منهما أخيرا الصورة الملونة، إذا كانت الرؤية في الضوء أو النهار.
أما في الظلام أو في الليل فتأتي الأشارات بنفس الطريقة إلى المخ لتشكيل الصورة، ولكن الإشارات يكون منبعها خلايا نبوتية (عصوية)، ولهذا لا تكون الرؤية بحدة ولا تفرق الألوان.

## صور إضافية

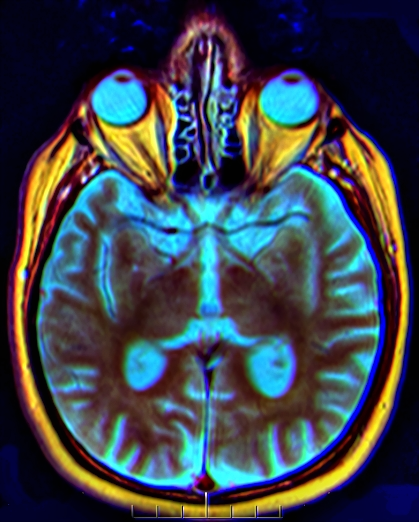
اتصال العصبين البصريين بالقناتين البصريتين .
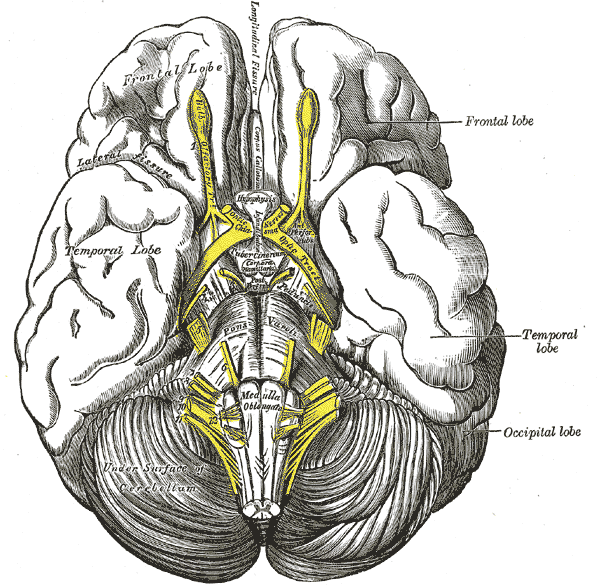
المخ من أسفل.
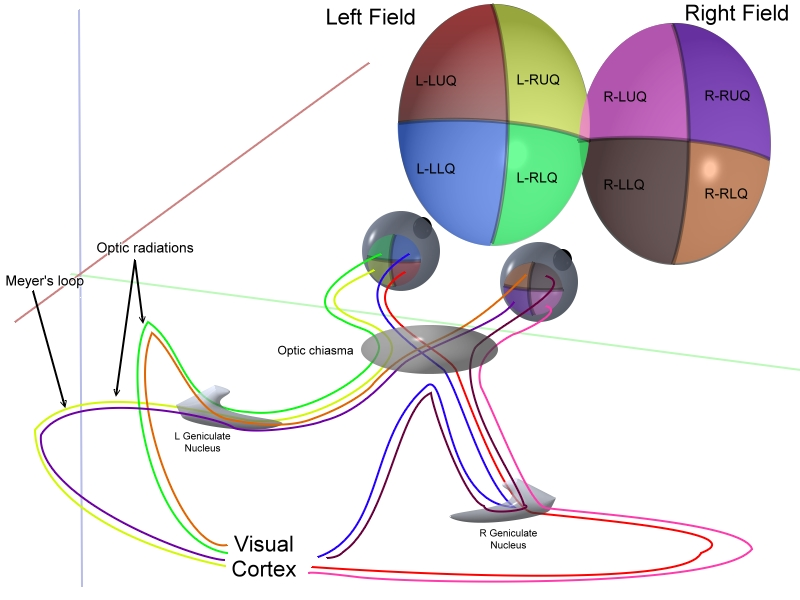
مسارات الإشارات في المخ لتكوين الصورة.
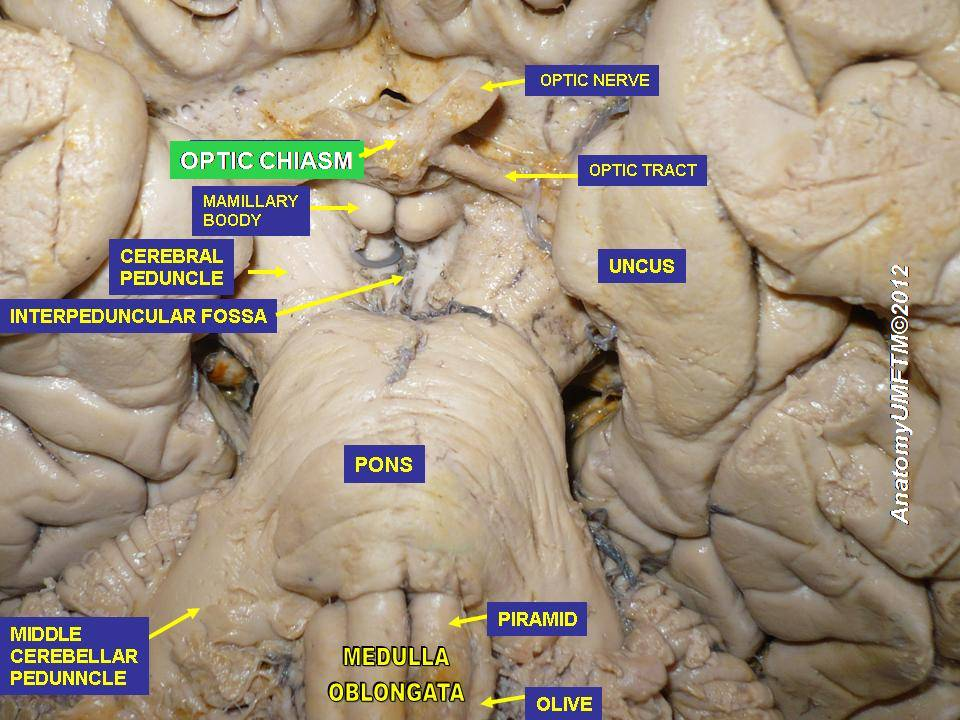
التقاطع البصري
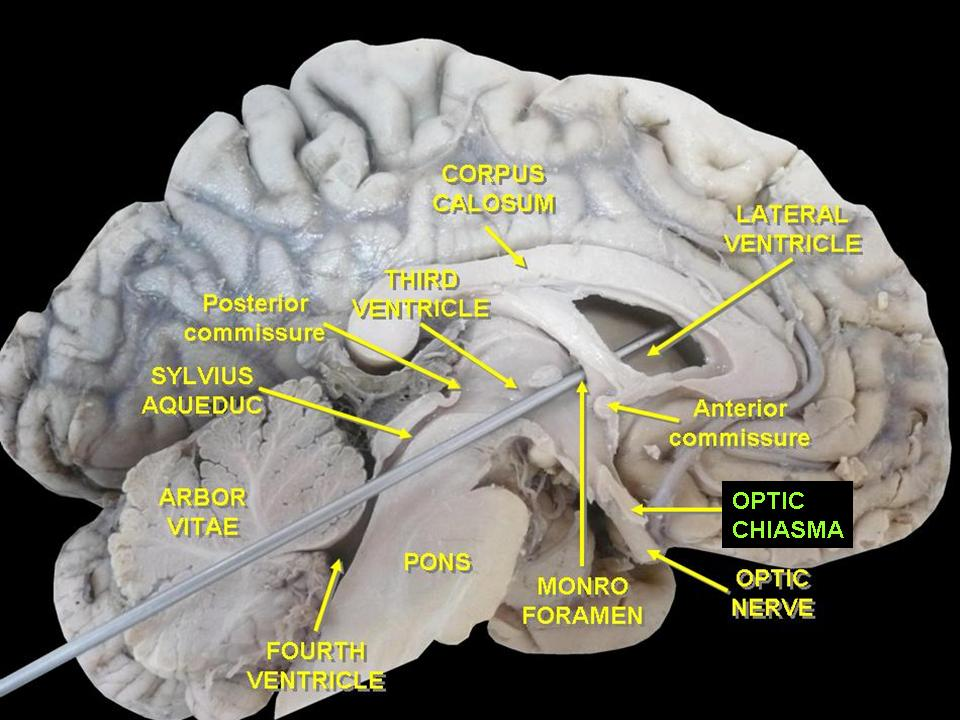
Optic chiasma

## اقرأ أيضا
- عين الإنسان
- شبكية
- بقعة الشبكية
- خلية مخروطية
- أوبسين
- مشيمية
- خلية أماكرين
- خلية عصبية ثنائية القطب